# Holstener
Holsteneren er en lidt kraftig, men elegant ridehest.
Holsteneren er mellem 165 og 172 cm høj. Den kan have alle rene farver.
Den stammer fra Holsten i Tyskland og er udbredt i Europa, Amerika, Afrika og Asien. 
Holsteneren er meget brugt i konkurrenceridning og udmærker sig især inden for springning. I gamle dage blev den brugt som træk- og kørehest, men senere blev mere ædelt blod blandet ind i avlen, og den blev til den moderne holstener.
Holsteneren er en af de ældste varmblodsracer i Tyskland. De tidligste optegnelser vedrørende holsteneravlen dateres helt tilbage til 1200-tallet. Her gav greven af Holstein og Stormand græsningsrettigheder til et kloster i Uetersen. Klostrets munke avlede heste i dette område helt op til reformationen. Avlen fortsatte senere via private jordejere, da der var behov for heste både til landbrug og militært brug.